# Chmielewo (gmina Zaręby Kościelne)
Chmielewo – wieś sołecka w Polsce położona w województwie mazowieckim, w powiecie ostrowskim, w gminie Zaręby Kościelne. Obok miejscowości przepływa struga Wągroda, dopływ Broku Małego.
| SIMC    | Nazwa    | Rodzaj    |
| ------- | -------- | --------- |
| 0411520 | Kawał    | część wsi |
| 0411536 | Parcele  | część wsi |
| 0411542 | Rabędy   | część wsi |
| 0411559 | Zawodzie | część wsi |

W latach 1975–1998 miejscowość należała administracyjnie do województwa łomżyńskiego.
Wierni Kościoła rzymskokatolickiego należą do parafii św. Rocha w Jasienicy.